# Neustadt (Vogtland)
Neustadt é um município da Alemanha, situado no distrito de Vogtlandkreis, no estado da Saxônia. Tem 13,02 km² de área, e sua população em 2019 foi estimada em 959 habitantes.